# Marc Houalla
Marc Houalla (* 10. Februar 1961 in Rueil-Malmaison, Frankreich) ist ein französischer Beamter (fonction publique) und Träger des französischen Verdienstordens Ordre national du Mérite.

## Biografie
Marc Houlla begann sein Studium an der  ENAC (IENAC L82) und graduierte (MBA) an der HEC Paris. Ab 1985 arbeitete er als Ingenieur in der Abteilung für zivile Luftfahrt von Kanada.
Im Jahr 1987 wurde er dort Projektleiter für Flugsicherung in Paris. Im Jahr 1992 wurde er Leiter der technischen und finanziellen Abteilungen des Service d'exploitation de la formation aéronautique in Paris und Muret.
Im gleichen Zeitraum war er Professor für Management-Kontrolle an der ESCP Europe und HEC Paris.
Im Jahr 1996 trat er der SOFREAVIA (heute Egis Avia) als Wirtschafts- und Finanzberater bei. Zwei Jahre später kehrte er in die DGAC als Director of Operations in Toulouse zurück. Von 2003 bis 2006 war er Direktor des Flughafens Marseille. Im Jahr 2006 wurde er Direktor der SEFA, bevor er am 27. November 2008 zum Direktor (CEO) der École nationale de l’aviation civile ernannt wurde.
Diese Position hatte er bis Oktober 2017 inne. Im November 2017 wurde er zum CEO des Flughafens Paris-Orly ernannt. Diese Position hatte er bis Februar 2018 inne. Im Februar 2018 wurde er zum CEO des Flughafens Paris-Charles-de-Gaulle ernannt.
Seit März 2018 ist er auch Präsident der ENAC Alumni.

## Ehrungen
Im September 2013 wurde Marc Houalla der französische Verdienstorden Ordre national du Mérite in der Klasse Chevalier (Ritter) verliehen.

## Publikationen
- Académie nationale de l'air et de l'espace und Lucien Robineau, Les français du ciel, dictionnaire historique, Le Cherche midi, Juni 2005, 782 p. (ISBN 2-7491-0415-7)